# Euphorbia thomsoniana
Euphorbia thomsoniana — вид рослин із родини молочайних (Euphorbiaceae), зростає у центральній і західно-центральній Азії.

## Опис
Це багаторічна трава. Кореневище дерев'янисте. Стебла гіллясті в основі, злегка пурпуруваті, прямовисні або лежаче-висхідні, 7–30(40) см, іноді спочатку запушені, але пізніше, як правило, досить голі. Листки чергуються, майже сидячі (ніжка до 1 мм); прилистки відсутні; базальні луско-листки пурпурові або світло-червоні, ≈ 5 × 3 мм, перекриваються; листові пластини еліптичні, 2–3 × 1–1.6 см, безволосі, основа ± закруглена, верхівка закруглена. Псевдозонтики містять 3–5 променів або іноді псевдозонтики не розвиваються. Циатії майже сидячі. Квітки жовті. Період цвітіння й плодоношення: червень — вересень. Коробочка майже куляста, 6–7 × ≈7 мм, рідко коротко волосиста. Насіння яйцювато-кулясте, ≈ 6.5 × 5 мм, світло-сіре з коричневою сіткою, гладке.

## Поширення
Зростає у центральній і західно-центральній Азії: Афганістан, Казахстан, Киргизстан, Пакистан, Таджикистан, Туркменістан, пн.-зх. Гімалаї Індії, Синьцзян. Населяє субальпійські луки, чагарники, кам'яні пагорби, на піщаному або кам'янистому ґрунті; на висотах 2000–4500 метрів.